# Richard Lauterbach (Journalist)
Richard Edward Lauterbach (geboren 18. Juni 1914 in New York City; gestorben 20. September 1950 ebenda) war ein US-amerikanischer Journalist.

## Leben
Richard Lauterbach besuchte Mitte der 1930er Jahre erstmals die Sowjetunion, er war, gemäß den Venona-Papieren, heimliches Mitglied der Kommunistischen Partei der USA. Lauterbach wurde 1943 Korrespondent und Büroleiter des Magazins Time in Moskau. Er schrieb auch für Life Artikel, die das Ansehen der Sowjetunion in den USA stärken sollten, und kam dabei in Konflikt mit dem Time-Chefredakteur Whittaker Chambers, der zu dem Zeitpunkt bereits vom NKGB-Agenten zum Kritiker der Sowjetunion und der chinesischen Kommunisten geworden war. Der sowjetische Geheimdienst zog ihn als Informanten in Betracht, doch blieb unbekannt, ob eine Anwerbung erfolgte.
Lauterbach nahm am 21./22. Januar 1944 an einer vom sowjetischen Außenministerium organisierten Reise für westliche Journalisten von Moskau an den Ort des Massakers von Katyn teil. Die Korrespondentendelegation zählte 17 Mitglieder: elf US-Amerikaner, fünf Briten und ein Franzose. Die meisten der Journalisten stellten in ihrer Berichterstattung die von der Burdenko-Kommission präsentierten „Beweise“, dass das Massaker von den Deutschen begangen worden sei, nicht in Frage. „As far as most of us were concerned, the Germans had slaughtered the Poles“, fasste Lauterbach für das Time Magazine zusammen, so wie es sinngemäß auch der Botschafter W. Averell Harriman an das State Department meldete. Lauterbach berichtete im September 1944 aus dem von der Roten Armee befreiten Vernichtungslager Majdanek.
In seinem 1945 erschienenen Buch „These are the Russians“ entwarf er ein überaus sympathisches Bild von Stalin: Dieser sei humorvoll und fleißig, das Volk liebe seine Werke, die Bestseller in der Sowjetunion seien. Er bezeichnete die Stalinschen Säuberungen als unvermeidlich und rühmte die innenpolitische Entwicklung der „Parteidemokratie“, die ein „gemeinsames Gut“ sei. In dem Buch bekräftigte er auch die Version, dass die Deutschen die Täter von Katyn gewesen seien. Im gleichen Jahr beteiligte er sich neben Jerome Davis, John Hersey, Edgar Snow, Edmund Stevens und Alexander Werth an einer Kampagne prosowjetischer Journalisten gegen den Verleger und Publizisten William Lindsay White, der in seinem Buch „Report on the Russians“ die Sowjetgesellschaft als Diktatur beschrieb, die von Repression und Angst in der Bevölkerung geprägt sei.
Lauterbach ging 1946 nach China, wo er im Mai die nationalchinesischen Politiker Chiang Kai-shek und Chen Lifu vor deren militärischer Einnahme von Changchun interviewte und seinen Bericht an amerikanischen Unterhändler General George C. Marshall sandte. 1947 veröffentlichte er ein Buch über eine Reise mit der Transsibirischen Eisenbahn von Wladiwostok nach Moskau. Darin schrieb er erstmals auch von Arbeitslagern für politische Gefangene in der Sowjetunion (concentration camps for political prisoners ). 1947 war Lauterbach Nieman Fellow. 1950 interviewte er Charles Chaplin.
Im selben Jahr starb er, 36-jährig, überraschend an Polio.

## Nachleben
Nach seinem Tod wurde der „Richard E. Lauterbach Award“ mit einem jährlichen Preisgeld von 1.000 USD von der Authors Guild ausgelobt, der erste Preisträger war 1952 William O. Douglas, der zweite Elmer Davis. Im selben Jahr bewertete die Madden-Kommission, ein Untersuchungsausschuss des US-Kongresses über die angebliche Unterdrückung von Informationen über das Massaker von Katyn durch die Regierung Roosevelts, Lauterbachs Berichterstattung aus Moskau als „prosowjetisch“.
Richard Lauterbach war mit Elisabeth Stuart Wardewell verheiratet, gemeinsam hatten sie einen Sohn, die 1940 geborene Juristin Jennifer und die 1942 geborene Schriftstellerin Ann Lauterbach.

## Schriften
Artikel (Auswahl)
- Murder, Inc. In: Time, 11. September 1944
- Sunday in Poland. In: Life, 17. September 1944
- Stalin at 65. In: Life, 1. Januar 1945
- Zhukov. In: Life, 12. Februar 1945
- U.S.A. und USSR. In: Aufbau, 1. Juni 1945, S. 8

Bücher
- These are the Russians. New York: Harper, 1945
- Danger from the East. New York: Harper, 1947
- Through Russia's back door. New York: Harper, 1947